# Ermita del Crist de l'Empar (Guadasséquies)
L'ermita del Crist de l'Empar és un temple situat als afores de la població, en el municipi de Guadasséquies. És un Bé de Rellevància Local amb identificador nombre 46.24.138-003.

## Història
L'edifici es va construir a principis del segle XX. En un retaule ceràmic figura 1906 com a any de construcció del calvari.

## Descripció
L'ermita es troba als afores de Guadasséquies, en un petit turó orientat cap a Sempere. Enfront de l'edifici, un espai arbrat acull les estacions del calvari, amb el qual forma un conjunt.
L'edifici és de planta de creu llatina. Està totalment exempt i en la seua construcció es va emprar maçoneria i maó. La coberta a dues aigües i el material emprat és la teula. Sobre el creuer s'aixeca una cúpula rematada en un cupulí.
La façana és quadrada i està rematada per una cornisa amb adorns piramidals. Al centre d'aquesta cornisa s'alça una espadanya d'estil barroc que alberga l'única campana. La porta és rectangular i sobre la llinda s'obre un òcul. A un costat de la porta està la dotzena estació de Via Crucis.
La planta de l'interior és també de creu llatina i està coberta amb volta de canó. La cúpula del creuer se sosté amb petxines.
El presbiteri és rectangular i les seues parets estan decorades amb pintures barroques. En la testera es troba un llenç que representa al titular, d'autor desconegut i datada a mitjan XVIII. En les capelles laterals hi ha altars de guix amb imatges modernes de Santa Teresa i la Sagrada Família.